# Војвођански Украјинци
Украјинци у Војводини или Војвођански Украјинци представљају једну од националних мањина у аутономној области Војводина у Србији.

## Историја
Највише су се појавили на територији савремене Војводине након ослобођења јужне Угарске од Турака за време Хабзбуршке монархије. Припадају новијем таласу украјинске емиграције. Исељеници из Украјине ранијег таласа емиграције су себе називали Русини, јер су се тако звали ти Украјинци у то време.
Украјински католици били су подвргнути асимилационом притиску хабзбуршке власти ( германизација), а у 19. веку од стране мађарских власти (мађаризација).
Након присаједињења региона Југославији, део Украјинаца православне вероисповести су асимиловани од стране Срба, углавном као резултат природне асимилације: србизацију је олакшала сличност словенских језика и припадност православљу.

## Језик и религија
Говоре украјински, а по религији су гркокатолици.

## Број становника
Према попису из 2002. године, у Војводини је живело 4.365 Украјинаца, што их је сврстало у 12. по величини националну заједницу у региону. Поред тога, током овог пописа, 15.626 становника Војводине уписали су се као „Русини“, који се сада званично сматрају посебном националношћу у Србији. Дакле, Русини су шеста по величини национална група у региону, а с обзиром на то да се тако звао народ из Украјине у раном таласу исељавања, ни они се не могу занемарити приликом утврђивања правог броја Украјинаца у Војводини. Штавише, подручје насељавања и стварних Украјинаца и званичних Русина у великој мери се поклапа. Највише их живи у Бачкој: у општинама Врбас, где живи 2,12% Украјинаца, Русина 8.21%, и Кула са учешћем од 3,00% и 11.16%.
Органи за регистрацију становништва су до 1991. године евидентирали Украјинце заједно са особама украјинског порекла које су се идентификовале као „Русини“. Статистички подаци за 1880. годину показују да је Украјинаца и Русина било 9.299, што је 0,8% становништва садашње територије региона. Заузели су седмо место по броју, после Срба, Немаца, Мађара, Хрвата, Румуна и Словака. Према попису из 1890. године било је 11.022 Украјинаца заједно са Русинима, што је такође износило 0,8% тадашњег становништва. Попис из 1900. године открио је 12.663 Украјинаца и Русина, што је представљало 0,9% становништва садашње територије региона. Према попису из 1948. године у Војводини је било 22.083 Украјинаца, евидентирано са Русинима као једна целина, што је 1,3% Популација. Према попису из 1981. године, у региону је живело 24.306 Украјинаца и Русина, што је заједно чинило 1,2% популације. Тек почев од пописа из 1991. године Украјинци су почели да се евидентирају одвојено од Русина. Према овом попису, Украјинаца је било 2.057, што је 0,1% становништва (15. по величини), и 17.889 Русина, што је 0,9% становништва (10. место). Попис из 2002. забележио је 4.635 Украјинаца (0,1%) и 15.626 Русина (0,77%), који су заузели 12. односно 10. место.

## Култура
Постоји штампани часопис за Украјинце и Русине из региона "Руске слово".